# L'amore di Murphy
L'amore di Murphy (Murphy's Romance) è un film del 1985 diretto da Martin Ritt.

## Trama
La trentatreenne Emma, dopo un divorzio che le ha causato problemi economici, si trasferisce in Arizona dalla California con il figlio dodicenne Jake, per allevare cavalli. Le cose vanno però piuttosto male: la fattoria ereditata sembra cadere a pezzi, in città l'ambiente è piuttosto ostile verso una donna sola con figlio a carico e i soldi scarseggiano ogni giorno di più. Colpita dall'anticonformismo del maturo farmacista locale Murphy, un democratico di larghe vedute, che le dimostra anche un certo interesse, Emma gli chiede di aiutarla nella sua attività. Murphy è un nonno vedovo un po' scorbutico, ma prende a cuore le sventure di Emma, offrendole il suo aiuto. Tuttavia, quando le cose sembrano cominciare a funzionare, torna l'ex marito disoccupato e combinaguai, a cui però il piccolo Jake è molto legato. A questo punto, Emma si trova combattuta tra due uomini...